# أميرطاغ
أميرطاغ هي بلدة تابعة لمحافظة أفيون قره حصار في تركيا تقع بين مدينتي أفيون وإسكي شهر. وهي مقر منطقة أميرطاغ. يبلغ عدد سكانها 21970 (2021). عمدة البلدة هو سيركان كويونكو من حزب العدالة والتنمية.
ترتفع جبال أمير بشكل حاد خلف المدينة. المنطقة عرضة للزلازل. يكون الطقس شديد البرودة في الشتاء.

## توأمة
لأميرطاغ اتفاقيات توأمة مع:
- هارلم

## وصلات خارجية
- الموقع الرسمي